# Chelsie Bell Dickson
Chelsie Bell Dickson, född 17 september 1979 i Oscars församling, Stockholms län, är en svensk civilingenjör och tidigare barnskådespelare. Hon spelade rollen som Lina i TV-serien Svensson, Svensson. Efter att Svensson Svensson - filmen spelats in 1997 slutade Dickson som skådespelare. Hon  är yngre syster till Crispin Dickson Wendenius som spelat Lasse i Astrid Lindgrens filmer Alla vi barn i Bullerbyn och Mer om oss barn i Bullerbyn.

## Utbildning och yrkesverksamhet
Mellan 1992 och 1995 gick Dickson på Gärdesskolan i Stockholm. Hon genomgick gymnasiet vid Östra Real 1995–1998 och studerade sedan till civilingenjör på KTH 1998–2003. Åren 2004–2006 arbetade hon vid Outokumpu och 2006–2015 som Flow Manager vid Sandvik Materials Technology. 2015 blev hon Production Manager vid Ovako i Hofors.

## Filmografi
- 1994 – Svensson, Svensson (TV-serie)
- 1996 – Svensson, Svensson (TV-serie)
- 1997 – Svensson, Svensson – filmen

## Familj
Dickson är skild och har två barn (2017).